# Trantow (Sassen-Trantow)
Trantow ist ein Ortsteil der Gemeinde Sassen-Trantow im Landkreis Vorpommern-Greifswald in Mecklenburg-Vorpommern.

## Geographische Lage und Gliederung
Trantow liegt im südlichen Bereich der Gemarkung und nördlich der Peene. Östlich ist der Ortsteil Passow der Gemeinde Görmin. Es folgen im Uhrzeigersinn das Naturschutzgebiet Schwingetal und Peenewiesen bei Trantow, der Ortsteil Schwinge der Stadt Loitz sowie der Ortsteil Zarrentin von Sassen-Trantow. Die Hauptverbindungsachse ist die Landstraße 261, die parallel zur Peene in West-Ost-Richtung durch den Ort verläuft.

## Geschichte

### 13. bis 18. Jahrhundert
1267 wurde Trintowe erstmals als eine von mehreren Pfarreien der Herrschaft Loitz erwähnt. Es ist daher wahrscheinlich, dass zu dieser Zeit bereits eine einfache Holzkirche im Ort bestand. Die erste urkundliche Erwähnung des Gutes Trantow ist aus dem Dezember 1320 überliefert. Um 1400 errichteten die Einwohner aus überwiegend rötlichem Mauerstein die Kirche Trantow. Um 1600 existierten ein Freischulzenhof, sieben Bauernhöfe sowie acht Katenstellen. Sie wurden im Dreißigjährigen Krieg fast vollständig zerstört und fielen wüst. In dieser Zeit wurde die Kirche Zuge der Reformation in der Mitte des 16. Jahrhunderts evangelisch. Nach Kriegsende wurde Trantow im Jahr 1648 Amtsdorf der Schweden; die Bauern nunmehr Leibeigene. Im gleichen Jahr brachte vermutlich ein Orkan den Kirchturm zum Einsturz. Er sollte erst 1834 wiedererrichtet werden. Aus dem Jahr 1691 ist die Existenz des Pfarrers Nikolaus Bülten überliefert, der ein Kirchenbuch anlegte. Sein Schwiegersohn ließ Anfang des 18. Jahrhunderts das Pfarrhaus instand setzen.

### 19. bis 21. Jahrhundert
1805 übernahm Ludwig Arndt, der Vater von Ernst Moritz Arndt, die Domäne, um sie 1806 an seinen älteren Bruder zu übergeben. Der Vertrag endete 1825 und führte damit auch zur Bauernbefreiung in Trantow. Dennoch mussten sie bis zum Ablauf der Pachtzeit für die Nutzung ihrer Äcker dem Hof dienen. Im 19. Jahrhundert wurde der Ort mehrfach durch Brände und die Cholera heimgesucht. Die Bevölkerungszahl stieg aber dennoch wieder an, da durch den Abbau von Torf und den Handel mit Steinen in den 1890er Jahren ein bescheidener wirtschaftlicher Aufschwung erfolgte. Sie führte dazu, dass der Ort ab 1891 die Selbstverwaltung erhielt. Am 11. Februar 1926 gründete sich die Freiwillige Feuerwehr Trantow. Hintergrund war, dass die Feuerlöschgeräte im Laufe des Ersten Weltkrieges weitgehend unbrauchbar geworden waren. Sie konnten bereits im November 1926 ein Feuerwehrhaus nutzen und erhielten 1931 eine Motorspritze. Eine weitere Neuansiedlungswelle erfolgte in den 1930er Jahren. Nach dem Ende des Zweiten Weltkrieges wurde auch im Trantow eine Bodenreform durchgeführt. Sie hatte jedoch keine weitreichenden Effekte, da im Ort überwiegend Klein- und Mittelbauern arbeiteten. Sie wurden nach der Gründung der DDR in Örtliche Landwirtschaftsbetriebe überführt, später in Landwirtschaftliche Produktionsgenossenschaften. Im Zuge der Kreisreformen in der DDR gehörte Trantow ab 1953 zum Kreis Demmin. Im Herbst 1957 gründete sich die LPG Ernst Moritz Arndt vom Typ III; ein Jahr später die Vorwärts vom Typ I. Sie wurden 1959 zur gemeinsamen LPG Vorwärts vom Typ III zusammengefasst, die sich 1978 mit den LPGen in Passow und Görmin vereinten. In den 1960er Jahren erhielt die Freiwillige Feuerwehr sukzessive eine moderne Ausrüstung mit mehreren Fahrzeugen. Im gleichen Zeitraum entstand ein Mehrzweckgebäude, das bis 1986 als Bezirksaufnahmeheim für den Bezirk Neubrandenburg diente. 1969 gründete sich eine Frauenlöschgruppe, die ein Jahr später um eine Arbeitsgemeinschaft „Junge Brandschutzhelfer“ erweitert wurde. Nach der Wende kam der Ort zum 1994 neu gegründeten Amt Peenetal/Loitz. Das Mehrzweckhaus, das zunächst als Post, Gemeindebüro und Kindergarten diente, stand von Sommer 1994 bis 1998 leer. 1998 bauten Mitglieder des Kulturvereins es zum Vereinshaus mit Saal und Bühne um. Die Einweihung fand am 4. Dezember 1998 statt. Es dient seither als Ort für eine Vielzahl kultureller Veranstaltungen. 2001 gründete sich die Jugendfeuerwehr Trantow.

## Sehenswürdigkeiten

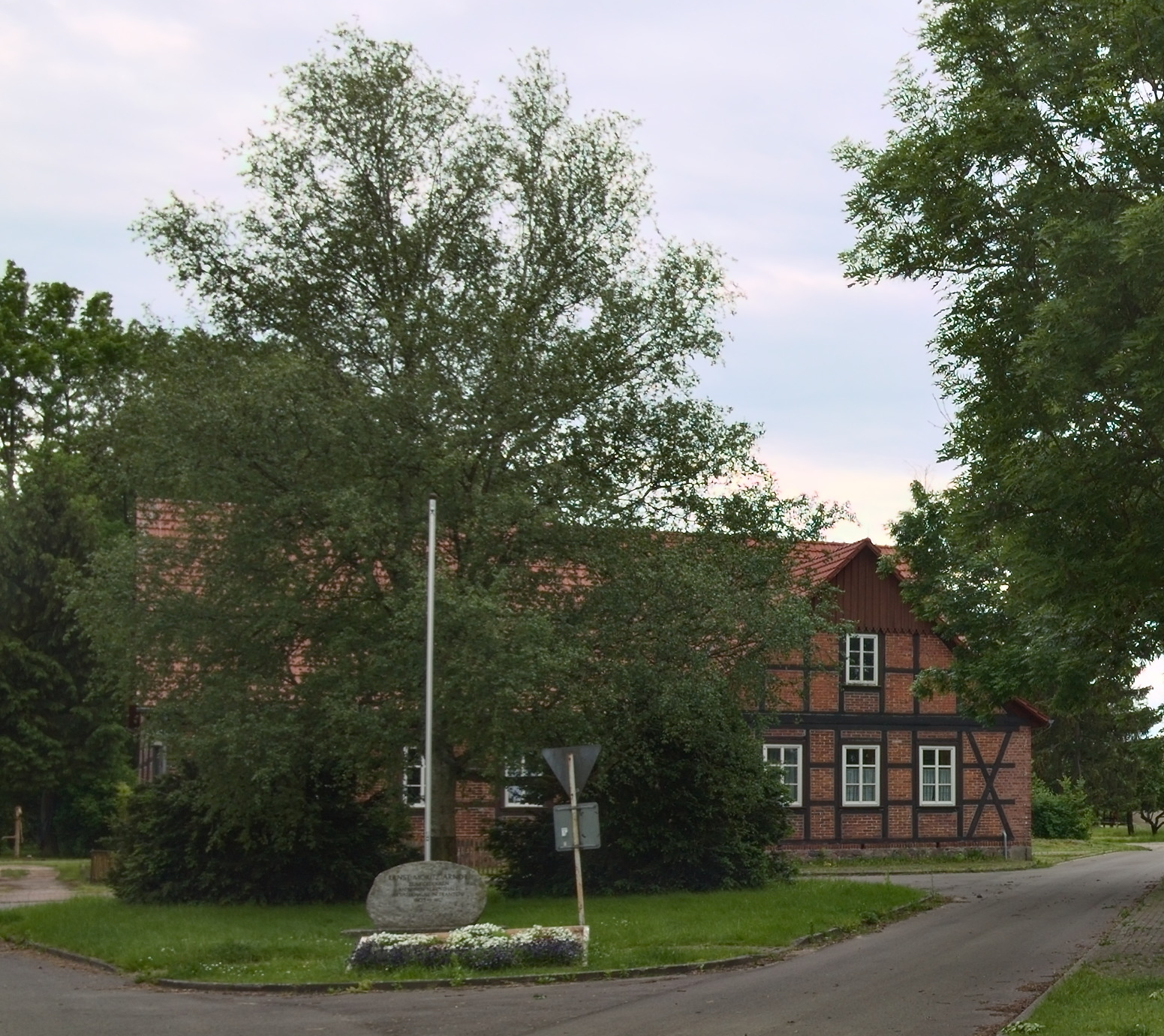
Alte Schule

- Kirche Trantow, eine dreijochig Saalkirche aus Backstein, die vermutlich um 1400 errichtet wurde
- Naturschutzgebiet Schwingetal und Peenewiesen bei Trantow

## Wirtschaft, Bildung und Kultur, Infrastruktur

### Wirtschaft
Im Ort existieren mehrere landwirtschaftliche Betriebe, darunter eine Agrar-GmbH, die aus der ehemaligen LPG entstand und rund 1500 Hektar Ackerland bewirtschaftet. Im Sekundärsektor sind mehrere Handwerksbetriebe aktiv.

### Bildung und Kultur
Im Vereinshaus Am Storchennest finden kulturelle Veranstaltungen statt, darunter ein traditionelles Eisbeinessen, Grünkohlessen, Kinderfasching, aber auch Seniorennachmittage oder ein Silvestertanz.